# Ernst Klein (1887–1937)
Ernst Immanuel Klein, född 24 december 1887 i Stockholm, död 30 april 1937 i Oscars församling, Stockholm, var en svensk författare, journalist och museiman. Han var son till Gottlieb Klein, bror till Oskar Klein och farbror till tidningsmannen Ernst Klein.
Klein studerade nordiska språk, tyska och romanska språk vid Uppsala universitet, där han 1909 blev filpsofie kandidat och 1925 avlade filosofie licentiatexamen och kompletterade dessa studier i Berlin och Nancy. Han ägnade sig i början åt journalistik, i Dagens Nyheter, Svenska Dagbladet och Afton-Tidningen. Som korrespondent gjorde han reportage från finska inbördeskriget och bevakade fredskonferensen i Paris 1919. Åren 1911−1918 var han tidningskorrespondent i Ryssland och Finland.
Han tog initiativet till den av Bengt Thordeman ledda utgrävningen av den medeltida kungaborgen Alsnö hus i Mälaren. Mycket uppmärksamhet väckte hans idé att låta två arbetslösa män under några månader 1919 leva stenåldersliv i Södermanland på Rockelstas ägor, ett företag som dokumenterats på film och som senare kallats experimentell arkeologi. År 1921 fick Klein en tjänst som amanuens vid Nordiska museet i Stockholm. 1923 företog han en etnologisk undersökning av den svensktalande befolkningen på Runö i Estland. År 1929 blev han Europas första museilektor, med särskilt uppdrag att arbeta för skola och folkbildning, och 1932 andre intendent vid Nordiska museet.
Ernst Klein översatte James George Frazers Den gyllene grenen till svenska, utgav en samling Judiska sagor 1929 och skrev många böcker och uppsatser i kulturhistoriska ämnen.
Bland hans verk märks Revolutionsdagar i Ryssland (1917), Vita och röda: en bok om sista finska kriget (1918), Stenåldersliv (1920), Runö (1924), Bilder till Sveriges historia (två band, 1931−1932) samt översättningar såsom James George Frazers Den gyllende grenen 1925.